# Palazzo Trevisan Pisani
Palazzo Trevisan Pisani, detto anche palazzo Somachi, è un palazzo di Venezia, ubicato nel sestiere di San Marco (3831) e affacciato su campo Sant'Angelo, di fianco a palazzo Gritti Morosini.

## Storia
Edificato nel XVII secolo per la famiglia Trevisan, fu presto ceduto ai Pisani. Attualmente ancora privato, è in buono stato di conservazione.

## Architettura

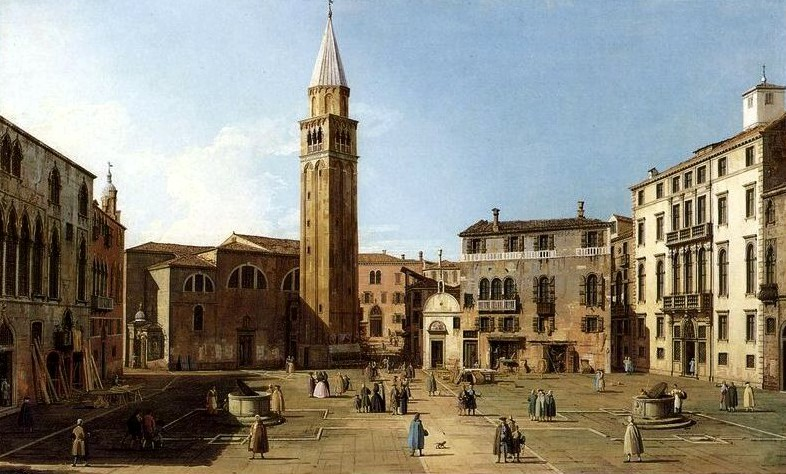
Palazzo Trevisan Pisani (a destra) in un quadro di Canaletto; al centro la chiesa di Sant'Angelo

Nella parte centrale, in pietra d'Istria trovano posto gli elementi di maggiore pregio della facciata: al piano terra il grande portale a serliana, ai due piani nobili due trifore, entrambe con balaustra sporgente; quella del primo piano a tutto sesto con mascherone in chiave di volta, quella del secondo rettangolare e tripartita da quattro lesene.
Sotto il cornicione dentellato si ravvisa la presenza di un mezzanino di sottotetto.